# Signosomopsis townsendi
Signosomopsis townsendi là một loài ruồi trong họ Tachinidae.